# Зернук
Зернук (также Оксыз, Оксус, Весидж) — древний город, находившийся на территории Отырарского района Туркестанской области, в 9 км к северу от аула Маякум.
Город, в котором родился Абу Наср аль-Фараби, существовал в I—XV веках н. э. Изначально назывался Весиджем. В научной литературе известен как Оксус. С XIII века Зернук впервые упоминается в путевых записках армянского царя Хетума I, совершившего посольский визит в столицу Монгольской империи, Каракорум, — к великому хану Мунке (середина XIII века).
В записях Абу Абдаллаха ал-Хорезми «зернук» означает один из видов чигиря. При археологических исследованиях 3ернука установлено, что полив земель осуществлялся именно с помощью чигиря. Жители города и окрестных поселений брали воду из канала Акарык. На месте города сохранился бугор пятиугольной формы. 3ернук исследовали Н. В. Руднев (1900), А. Н. Бернштам (1947). Раскопки проводились в 1975 году Туркестанской экспедицией (руководители К. Акишев, К. Байпаков).